# Прошкіна-Лавренко Анастасія Іванівна
Анастасія Іванівна Прошкіна-Лавренко (28 жовтня [9 листопада] 1891 — 16 липня 1977) — радянський вчений-альголог, доктор біологічних наук (1963), почесний член Всесоюзного ботанічного товариства.

## Життєпис
Народилася у повітовому місті Вовчанськ 28 жовтня [9 листопада] 1891 року. Вчилася на Вищих жіночих курсах у Харкові, в 1915 році закінчила природне відділення фізико-математичного факультету, де незабаром стала викладати. У 1922—1925 роках — аспірант Харківського інституту народної освіти. Також працювала в Інституті ботаніки Харківського університету та Всеукраїнському інституті курортології, займаючись вивченням флори водоростей.
У 1926—1938 роках проводила дослідження на Північно-Донецької гідробіологічній станції, особливу увагу приділяючи екологічній приуроченості водоростей, зокрема, їх відношенню до солоності води.
З 1936 року Анастасія Прошкіна-Лавренко — асистент на кафедрі морфології і систематики рослин Ленінградського державного університету, з 1938 року — доцент. У 1938 році захистила дисертацію кандидата наук, в якій узагальнила наявну інформацію про водорості степових річок СРСР.
З 1944 року Анастасія Іванівна працювала діатомологом у Відділі спорових рослин Ботанічного інституту СРСР. У співавторстві з іншими вченими підготувала тритомну монографію «Діатомовий аналіз» (1949—1950), за яку колектив авторів був удостоєний Сталінської премії.
Відомі також роботи Анастасії Прошкиной-Лавренко про водорості Азовського і Чорного морів, одна з них була удостоєна Премії Президії АН СРСР. У 1963 році ці матеріали були захищені в якості докторської дисертації. Згодом підготувала кілька розділів колективної монографії «Діатомові водорості СРСР. Викопні та сучасні» (1974).
Померла 16 липня 1977 року.

## Деякі наукові роботи
- Экологический очерк водорослей водоёмов левобережных террас долины реки Северного Донца. — 1954. — 14 березня.
- Современные и ископаемые силикофлагеллаты и эбриидеи Черноморского бассейна. — 1959. — 14 березня.
- Прошкина-Лавренко А. И. Диатомовые водоросли бентоса Чёрного моря. — М.—Л.: Изд-во АН СССР, 1963. — 243 с.

## Види, названі ім'ям А.В.Прошкіной-Лавренко
- Amphora proschkiniana
- Chaetoceros proschkinae, nom. nov.
- † Hemiaulus proschkinae-lavrenkoae — Chasea proschkinae-lavrenkoae
- Cyclotella proshkinae
- Cymbella proschkinae Muzafarov, 1952 — Encyonema proschkinae
- Stephanopyxis lavrenkoae — Eupyxidicula lavrenkoae
- Thalassiosira proschkinae